# Комедийна драма
Комедийна драма е телевизионен или филмов жанр, където има равен или почти равен баланс между хумора и сериозното съдържание.
Това е трагикомичен филм, който съчетава елементи на хумор, лиризъм и трагедия, което го прави едновременно комедия и драма, който предизвиква смях и съчувствие у зрителя.
Характерна особеност е комедийно-драматичният тон, той се различава от чисто комедийните: пародия, гротеска, фарс и т.н.
Примери за драматична комедия:
- Хлапето – Чарли Чаплин (1921)
- Да бъдеш или да не бъдеш
- Хана и нейната сестра
- Форест Гъмп – Робърт Земекис (1994)